# Фриги
Фриги (Француски: ) су званичне маскоте Олимпијских и Параолимпијских игара у Паризу 2024. године. То су две антропоморфне фригијске капе, симбол Француске.

## Историја

### Позадина
Фригијску капу, мекани шешир типично црвене боје, традиционално су носили ослобођени робови у Фригији, древном краљевству које се налази у данашњој Турској. Од напада на државни затвор Бастиље 1789. године, чиме је започела француска револуција, фригијска капа се носила као симбол слободе, укључујући и током Летњих олимпијских игара 1924. године у Паризу. Маријана, национална персонификација Француске, често је приказана са фригијском капом.

### Откривање
Дана 14. новембра 2022. године, када су откривене маскоте за Париз 2024., рекламиранe су као „спортски, љубитељи забаве и тако Французи“. Тони Естанге председник oрганизационог одбора, рекао је да је „идеал“ изабран уместо животиње, разрађујући симбол слободе и значења капе за французе. Он је додао да инвалидитет маскоте Параолимпијских игара „такође шаље снажну поруку: промовисати инклузију“.

## Карактеристике
Фриги су приказане као две црвене троугласте антропоморфне капе. Имају руке у нагибу и представљају своје горње делове флоскуле напред. На грудима им је видљив амблем Paris 2024, а очи су им украшене тробојним тракама које приказују француску заставу, одајући почаст кокарди Француске. Олимпијски Фриги има две плаве патике, док Параолимпијски Фриги носи протезу и црвену патику на другој нози.
Сваки Фриги има задату личност. Олимпијски Фриги је „паметан“ са „методичним умом и привлачним шармом“, док је Параолимпијски Фриги „животиња за забаву, спонтана и помало усијана“.

## Пријем
У Француској су упућене критике на рачун већине реплика маскоте Фриги са ознаком „Made in China“. Julie Matikhine, директорка бренда Paris 2024, одговорила је да „18% плишаних играчака које производи компанија Doudou et Compagnie ће бити у Бретањи“, у нади да ће „преселити део сектора“.
Фриги су упоређени са џиновским „клиторисом у тенисицама“, a француски нетизенси су их назвали le clito national (национални клиторис). Француски лист Libération је то поздравио као револуционарно одступање од традиционалног фаличког симбола Ајфелове куле.
- Детаљи производње плишаних играчака Фриги